# Корноуховское сельское поселение
Корноуховское се́льское поселе́ние — муниципальное образование в Рыбно-Слободском районе Татарстана Российской Федерации.
Административный центр — село Корноухово.

## История
Статус и границы сельского поселения установлены Законом Республики Татарстан от 31 января 2005 года № 37-ЗРТ «Об установлении границ территорий и статусе муниципального образования "Рыбно-Слободский муниципальный район" и муниципальных образований в его составе».

## Население
| 2010 | 2011 | 2012 | 2013 | 2014 | 2015 | 2016 |
| ---- | ---- | ---- | ---- | ---- | ---- | ---- |
| 716  | ↘712 | ↘697 | ↘682 | ↘661 | ↘652 | ↘635 |
| 2017 | 2018 |      |      |      |      |      |
| ↘613 | ↘601 |      |      |      |      |      |

## Состав сельского поселения
| № | Населённый пункт   | Тип населённого пункта       | Население |
| - | ------------------ | ---------------------------- | --------- |
| 1 | Зюзино             | село                         |           |
| 2 | Корноухово         | село, административный центр |           |
| 3 | Наумово            | деревня                      |           |
| 4 | Шетнево-Черемышево | село                         |           |